# NCSM Shawinigan (K136)
Pour les autres navires du même nom, voir NCSM Shawinigan.
Le NCSM Shawinigan était une corvette canadienne de classe Flower de la Marine royale canadienne qui participa à la Seconde Guerre mondiale.

## Missions
Il fut mis en service le 19 septembre 1941 à Québec. Nommé en référence à la ville de Shawinigan, c'était une corvette de type Flower, identifiée par le code K-136. Il participa à plusieurs missions d'escorte de convois et de patrouille dans l'Atlantique et dans le golfe du Saint-Laurent.

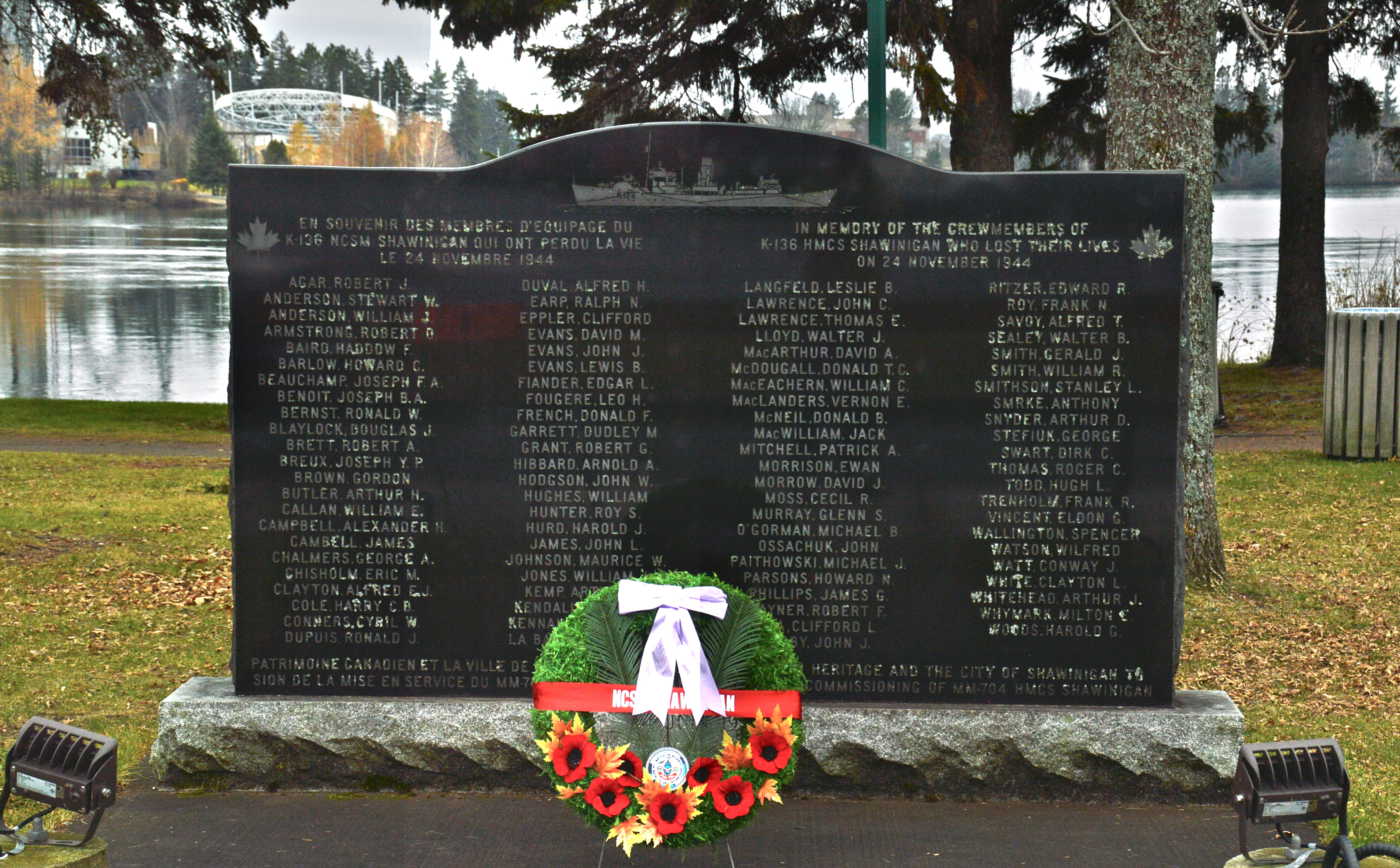
Monument installé à Shawinigan en souvenir de l'équipage du NCSM Shawinigan

Il fut coulé par le sous-marin allemand U-1228 au cours de la bataille du golfe du Saint-Laurent, dans la nuit du 24 au 25 novembre 1944, dans le détroit de Cabot. Les 91 membres d'équipage périrent tous, ce qui constitua la perte la plus lourde en vies humaines de la marine canadienne.

## Voir aussi

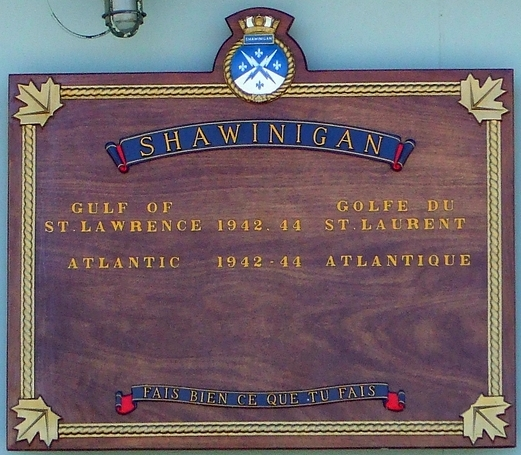
L'actuel navire de défense côtière, lancé en 1996, porte les honneurs de la corvette Shawinigan.

## Commandants[2]
- C.P. Balfry, du 19 septembre 1941 au 4 janvier 1944
- R.S. Williams, du 5 janvier 1944 au 14 mars 1944
- W.E. Callan, du 15 mars 1944 au 4 juin 1944
- W.J. Jones, du 5 juin 1944 au 21 novembre 1944